# 韋內茨市鎮
43°32′N 26°54′E / 43.533°N 26.900°E

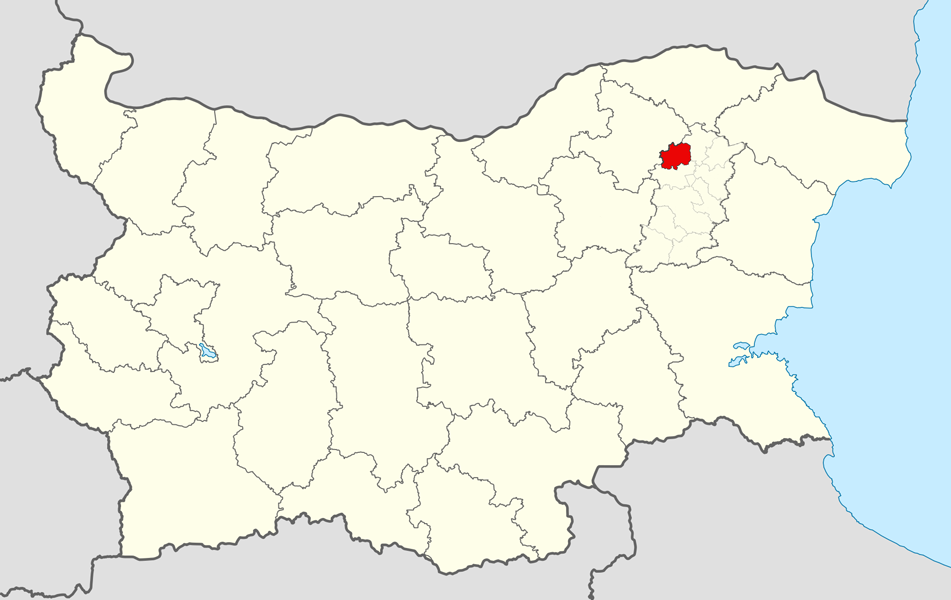

韋內茨市，是保加利亞的城鎮，位於該國東北部，由舒門州負責管轄，首府設於韋內茨，面積222.56平方公里，2009年人口6,905，人口密度每平方公里31.03人。